# Delazon Smith
Delazon Smith, född 5 oktober 1816 i New Berlin, New York, död 19 november 1860 i Portland, Oregon, var en amerikansk demokratisk politiker, diplomat och publicist. Han representerade delstaten Oregon i USA:s senat från februari till mars 1859.
Smith utexaminerades 1837 från Oberlin College. Han startade 1838 tidningen New York Watchman i Rochester. Han var sedan 1840 ansvarig utgivare för tidningarna True Jeffersonian och Western Herald i samma stad. Han startade därefter följande år tidningen Western Empire i Dayton, Ohio. Han arbetade sedan 1842–1845 som diplomat i Ecuador.
Smith flyttade 1846 till Iowaterritoriet och arbetade där som präst. Han flyttade 1852 till Oregonterritoriet och var redaktör för tidningen Oregon Democrat.
Oregon blev 1859 USA:s 33:e delstat. Smith och Joseph Lane valdes till de två första senatorerna för Oregon. Smith fick en mycket kort mandatperiod som tog slut bara några veckor senare. Han kandiderade utan framgång till omval. Delstatens lagstiftande församling kunde inte enas om en efterträdare åt honom och han efterträddes först 1860 av republikanen Edward Dickinson Baker.
Smiths grav finns på Masonic Cemetery i Albany, Oregon.